# Лозе (Приморская Шаранта)
Лозе́ (фр. Lozay) — коммуна во Франции, находится в регионе Пуату — Шаранта. Департамент коммуны — Приморская Шаранта. Входит в состав кантона Луле. Округ коммуны — Сен-Жан-д’Анжели.
Код INSEE коммуны — 17213.

## Население
Население коммуны на 2010 год составляло 155 человек.
| 1962 | 1968 | 1975 | 1982 | 1990 | 1999 | 2010 |
| ---- | ---- | ---- | ---- | ---- | ---- | ---- |
| 303  | 270  | 223  | 192  | 170  | 184  | 155  |